# Ligas Distritales de Fútbol de Segunda División del Perú
Las segunda división de ligas Distritales del Perú forman parte de la Copa Perú, los equipos que sean campeones y subcampeones distritales ascienden a  etapa distrital donde los equipos compiten para ascender y ser campeones y subcampeones Distritales, pasando así a los Torneos regionales, donde los respectivos equipos de cada región compiten con los demás equipos de su misma región para ser el campeón o subcampeón regional. Así pasan a la etapa departamental donde se compiten equipos del mismo departamento . El campeón de la Copa Perú asciende a la Primera División del Perú y el subcampeón a la Segunda División del Perú.
La presente tiene el agregado de presentar a los primeros puestos de algunas ligas distritales, donde se ha tomado en cuenta los 5 primeros puestos, prevalece su orden ganado en el campo o determinado por los reglamentos internos (partidos ganados o perdidos en mesa). No determinados por otras causas de no participar de la etapa provincial, voluntariamente por motivos económicos, castigos o impedimentos de diversa índole (falta de documentación registral u otros determinados por la FPF), lo que podría y ha modificado las posiciones como representantes del distrito en la siguiente etapa en muchas ocasiones.
En efecto a fin de ordenar la participación de sus integrantes a partir del 2016 será imprescindible el registro de los equipos de Primera, Segunda y tercera distrital en los registros públicos por ser una exigencia de la Federación Peruana de Fútbol.